# Ллоа
Ллоа — група австронезійських корінних тайванців, що живуть на південній рівнині Тайваню від Юньліня, Цзяї, до північного Тайнаня. Вони пережили голландську колонізацію Тайваню, а також маньчжурську окупацію за часів династії Цін.
Ллоа, як правило, класифікуються разом з хоанья та арікун як єдина група. Проте, ця ідея була відкинута деякими вченими та самими представниками корінних жителів.